# Geste de Ham-Boɗeejo
La geste de Ham-Boɗeejo, ou geste de Hama-le-Rouge, est une épopée peule initialement élaborée et diffusée par tradition orale. Selon les variantes et les transcriptions, elle peut s'intituler en peul Ham-Boɗeejo, Ham-BoDeejo Hammadi Paate Yella ou Gueladio Hamboɗeejo, et en français « geste de Ham-Boɗeejo » (ou « Ham-Boɗeejo », ou « Ahm-Bodêdio ») ou « geste de Hama le rouge » ou « de Hama-le-Rouge ». Elle est déclamée par les griots peuls dans la région de la boucle du fleuve Niger (au Mali, au Niger et dans l'ancienne Haute-Volta devenue le Burkina Faso). Ham-Boɗeejo est un héros légendaire peul qui vit peu avant l'islamisation de la région.

## Résumé
Ham-Boɗeejo est un héros peul à la forte personnalité qui règne sur un vaste empire situé dans la boucle du Niger. Afin de conclure une alliance avec le royaume bambara de Ségou et d'œuvrer pour la paix, il a épousé la fille du roi de Ségou Da Monzon. Malgré cela, il doit faire face aux querelles persistantes entre Peuls et Bambaras. Un jour, l'épouse bambara de Ham-Boɗeejo profite d'une absence du héros pour maltraiter sa co-épouse peule, ce qui déclenche une série de conflits qui sont autant d'occasions pour Ham-Bodêdio de montrer sa valeur face au royaume bambara au cours de razzias de bestiaux et de divers coups de main.

## Éditions et traductions
En 1972, Christiane Seydou édite et traduit sept épisodes de l'épopée sous le titre La Geste de Ham-Boɗeejo ou Hama-le-Rouge chez Armand Colin, dans la collection « Classiques africains ». Seydou édite cette version à partir d'une performance donnée par le griot Hamma Diam Bouraima accompagné au luth par Ousmana Amadou Oussou, au Mali, en 1970. Le livre est accompagné de deux disques souples microsillons contenant des enregistrements d'extraits de l'épopée permettant d'avoir un aperçu de la version originale peule, de la diction du griot et de la musique qui accompagne presque constamment la narration. Ces extraits sont numérisés en 2011 par le service « Arts graphiques et multimédia » du CNRS et mis en ligne sur les archives du Centre de recherche en ethnomusicologie.

## Analyse
L'épopée de Ham-Boɗeejo fait référence à un contexte historique assez précis : celui des exploits des chefs païens aux XVIIIe et XIXe siècles dans la région de la boucle du Niger, pendant la période qui précède son islamisation, et, d'autre part, les exploits des chefs musulmans qui tentent d'y édifier un État structuré. Cependant, l'épopée est largement centrée sur le devenir des personnages. Ham-Boɗeejo incarne l'idéal peul traditionnel, le pulaaku, à son paroxysme, et le pousse jusqu'à ses limites.
La parole et la musique sont en relation étroite dans l'épopée et la recherche par le héros d'une devise y tient une grande importance. Ham-Boɗeejo recherche un air musical puis une parole pendant un épisode de l'épopée, et cette devise, à la fois musicale et verbale, est en outre un procédé important de l'épopée, car elle permet d'identifier un personnage qui va être évoqué, puis de l'exalter dans le récit épique.